# Nemurire biologică
Imortalitatea biologică (uneori menționată ca mortalitatea bio-nedefinită) este o stare în care rata mortalității de la senescență este stabilă sau descrescătoare, astfel decuplându-se de la vârsta cronologică. Diferitele specii unicelulare și multicelulare, inclusiv unele vertebrate, ating această stare fie pe parcursul existenței fie după ce au trăit suficient timp. O ființă vie, biologic vorbind poate să moară si din alte mijloace decât senescența, cum ar fi prin răni sau boală.
Această definiție a nemuririi a fost pusă în discuție în Manualul Biologiei Îmbătrânirii , deoarece creșterea ratei de mortalitate ca funcție a vârstei cronologice poate fi neglijabilă la vârstele extrem de vechi, o idee numită mortalitatea la sfârșitul vieții platou. Rata mortalității poate înceta să crească la vârste înaintate, dar în majoritatea cazurilor această rată este de obicei foarte ridicată. Ca exemplu ipotetic, există doar o șansă de 50% ca un om să supraviețuiască unui alt an la vârsta de 110 ani sau mai mult.